# Nikołaj Osokin
Nikołaj Jewgrafowicz Osokin (ros. Николай Евграфович Осокин, ur. 10 października?/22 października 1877 w Kazaniu, zm. 10 października 1949 w Moskwie) – rosyjski lekarz neurolog i neuroanatom, profesor Uniwersytetu w Saratowie, Instytutu Medycznego w Swierdłowsku i Tomskiego Instytutu Medycznego.
Jego ojcem był profesor ekonomii Cesarskiego Uniwersytetu w Kazaniu, Jewgraf Grigoriewicz Osokin (1819–1880). Nikołaj Jewgrafowicz ukończył studia medyczne w rodzinnym mieście; jego nauczycielem neurologii był Liwierij Darkszewicz. W 1901 roku ukończył studia z wyróżnieniem i został nadetatowym asystentem w klinice neurologii w Kazaniu. Brał udział w wojnie rosyjsko-japońskiej w latach 1904-1905 jako lekarz Czerwonego Krzyża. Od 1906 roku praktykował w Saratowie, od 1909 roku w Saratowskim Szpitalu Dziecięcym. W latach 1910, 1912 i 1913 uzupełniał studia w klinikach w Berlinie i Bernie. W 1909 został asystentem prosektora w Zakładzie Fizjologii Uniwersytetu w Saratowie. Od 1913 starszy asystent w Klinice Chorób Nerwowych i Umysłowych, od 1915 docent prywatny. Od 1922 do 1930 na katedrze neurologii Uniwersytetu w Saratowie. Od 1917 do 1923 wykładał neurologię na Saratowskich Wyższych Kursach dla Kobiet. W 1930 roku był konsultantem w 2.Instytucie Medycznym w Moskwie. Od 1934 do 1936 na Katedrze Chorób Nerwowych Instytutu Medycznego w Swierdłowsku. Był też konsultantem w szpitalu kolejowym kolei permskiej. W latach 1936–37 konsultant w szpitalu kolejowym kolei moskiewsko-kurskiej. Od lutego do października 1937 kierował Katedrą Chorób Nerwowych Tomskiego Instytutu Medycznego. Podczas II wojny światowej konsultant neurologii w szpitalach w Moskwie i Kazaniu.

## Wybrane prace
- К патологической анатомии возвратного тифа. Казань, 1900
- К патологической анатомии спинного мозга при diabetes mellitus. Казань, 1901
- К вопросу об изменениях нервной системы при гонококковой инфекции. Казань, 1904
- Zur Frage der Veränderungen des Nervensystems bei Gonococcen-Infection. Med. Woche 5, ss. 411-413, 1904
- Случай психоневроза с отражением литературных образов в бредовых идеях. Казань, 1908
- О лечении после апоплексических двигательных расстройств упражнениями. Казань, 1909
- К патологии расстройств речи (афазия). Казань, 1910
- Ueber die Wechselbeziehungen zwischen den Hinterwurzeln des Rückenmarks und der Pyramidenbahn in bezug auf die Bewegungsregulation. Archiv für Physiologie Supplement-Band ss. 14–28, 1910
- О взаимоотношеніи задних корешков спинного мозга и пирамиднаго пучка при регуляціи движеній: (экспериментальное изслѣдованіе). Тип. Союза печатного дѣла, 1911
- Experimenteller Beitrag zur Wiederkehr des Kniephänomens nach Pyramidenläsion bei Tabes dorsalis[4].  1911
- Fall von Koschewnikowscher Epilepsie. Epilepsia 3, ss. 488–493, 1911/1912.
- Zur Frage der Hypophyseolysine. Zentralblatt für Physiologie 28, ss. 59–63, 1914
- Zur Frage der Innervation der Gl. thyreoidea. Zeitschrift für  Biologie 68, ss. 443–469, 1914
- К учению о внутренней отделительной деятельности щитовидной железы при физиологических и некоторых патологических условиях. Саратов, 1915
- Краткий обзор литературы о нервно-душевных заболеваниях военного времени. Казань, 1916
- К учению о внутренней отделительной деятельности щитовидной железы при нормальных и некоторых патологических условиях. Казань, 1916
- Ossokin NE, Ochsenhändler       SM. Zur Behandlung der Epilepsie mit der Pasteur-Vakzine und parenteralen Injektionen von sterilisierter Milch. Schweiz. Arch. Neur. Psychiat. 15, ss. 60–63, 1924
- Н. Е. Осокин, Д. А. Мельцер, В. А, Ершов. К клинике тонических эпилептоидных судорог при эпидемицеском энцефалите W: Сборник, посвященный Владимиру Михайловичу Бехтереву. К 40-летию профессорской деятельности (1885–1925). Л., 1926
- Осокин НЕ, Волков СП. К вопросу о проводниковой афазии. Мед. ж-л БССР 9–10, с. 19–23, 1940
- Л. О. Даркшевич как ученый и педагог. К 90-летию со дня рождения. Невропатология и психиатрия 48 (5), с. 49-53, 1948
- Наследие С. С. Корсакова в области невропатологии. Невропатология и психиатрия 19, 1950